# Campagna di vendita
La campagna di vendita o promozione è un insieme di attività e strumenti commerciali (di marketing, comunicazione e vendite) combinati in modo da produrre un volume di vendite di uno o più prodotti o servizi superiore al volume normale o previsto, velocemente e per un periodo di tempo limitato.
Alla fine della campagna di norma il livello del volume di vendite torna a quello precedente la campagna. 
Per aumentare il volume delle vendite si realizza un vantaggio temporaneo per i potenziali clienti della durata della campagna, che può essere un vantaggio di prezzo o di altre condizioni accessorie (ad esempio un aumento degli optional in un modello di automobile allo stesso prezzo del modello base).